# Malina

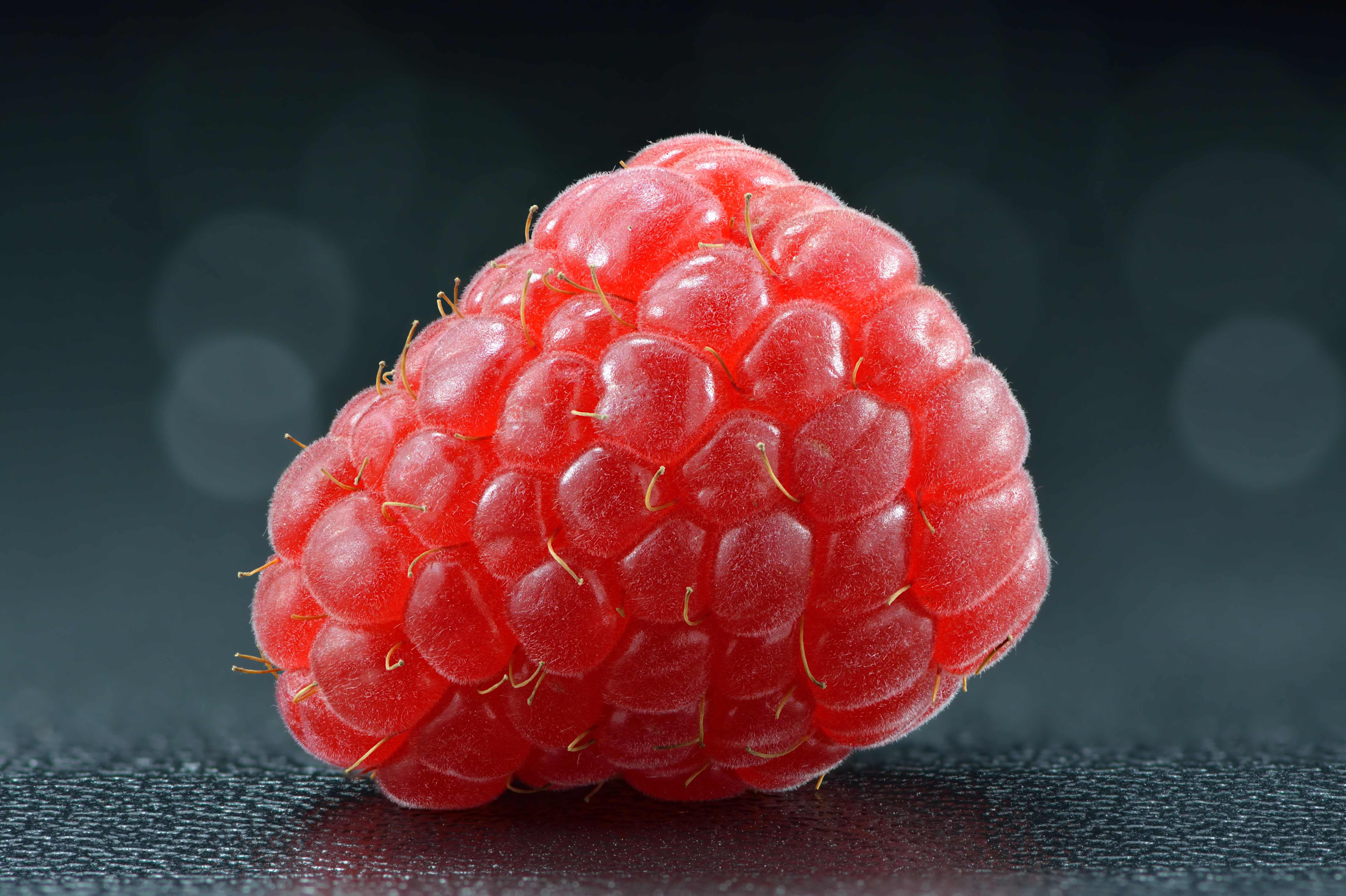
Malina

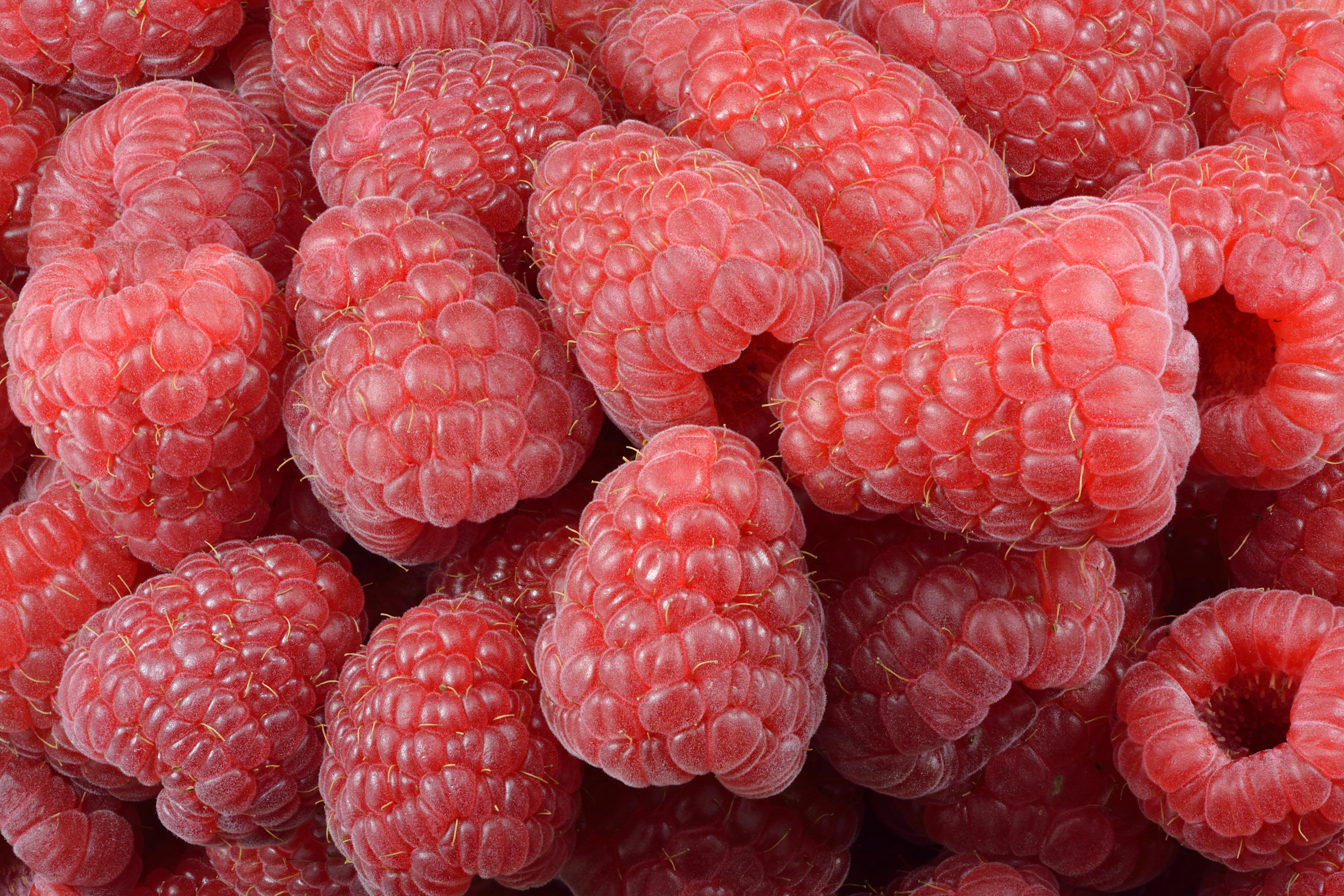
Maliny

Malina je plodem (botanicky přesně plodenstvím) rostliny ostružiníku maliníku. Ovoce je složeno z drobných kuliček, peckovic růžové barvy, tvořících známé plody.
Maliny jsou oblíbeným lesním ovocem a jejich použití je velmi široké – malinový sirup, do jogurtů, zmrzliny, může se použít jako přírodní barvivo, dále se setkáme s malinovou příchutí například v pudinku.